# Cóndores de Cundinamarca
Los Cóndores de Cundinamarca -  Club Deportivo Profesional S.A. es un club de baloncesto Colombiano del municipio de Zipaquirá, Cundinamarca. Participa en la Liga Colombiana de Baloncesto desde el año 2014 tomando como sede en sus juegos como local el departamento de Cundinamarca.

## Historia
Creado en el año 2013 como una iniciativa para fomentar el deporte en la región de Cundinamarca en los municipios, pues en Bogotá ya existían equipos profesionales de baloncesto, el club asignó como primer técnico a Scott Adubato quien fue asistente técnico de los Memphies Grizzlies de la NBA y exentrenador de las selecciones de: Ucrania en 2013, Venezuela en 2012 y República Dominicana en 2010.
Para la convocatoria de jugadores el equipo Cóndores realizó pruebas físicas y técnicas a más de 150 deportistas que lucharon por un espacio en el quinteto, utilizando la experiencia del descubridor de talentos de la NBA Robert Hannah. En su primera participación en la Liga DirecTV de Baloncesto en 2014 el equipo del municipio de Tocancipá terminó tercero en su grupo durante la primera fase del torneo, clasificando a la segunda fase donde sería eliminado por Academia de la Montaña en una serie que empezó empatando en casa 1-1 y que finalmente en Medellín finalizó perdiendo 3-2.
A través de la resolución n.º 001524 del 8 de julio del año 2014 ratificada por Coldeportes se convirtió en el sexto equipo de baloncesto en Colombia con reconocimiento deportivo y así poder ser considerado un equipo profesional como Cóndores Cundinamarca - Club Deportivo Profesional S.A
En 2021 el club regresa a la liga para participar bajo el nombre de Hurricanes de Cundinamarca, jugando como local en el Coliseo de la Luna de Chía.
En 2022 traslada su localía al municipio de Soacha, al Coliseo General Santander.

## Participaciones en la Liga Colombiana
- Liga Profesional de Baloncesto de Colombia: 4 temporadas (2014-I, 2021-I, 2021-II y 2022-I).